# NHK BS
NHK BS는 NHK의 위성방송국 중 하나이며 약칭은 BS이다.

## 개요
- 1984년 5월 : 지상파방송 난시청해소 목적등을 이유로 시범적으로 개국했으며 원래는 2개 채널을 이용한 지상파 시차방송으로 계획되었다.(정식적으로 개국한 때는 1989년 6월 1일이다.)
  - 그러나, 당시 발사된 위성 「1호 a」가 발사 직후 중계기 1대와 예비기가 고장나는 바람에 1개 채널밖에 방송하지 못했으며 이 문제는 1985년 「1호 b」가 발사되면서 해결되었다.
- 1987년 7월 : 지상파 동시방송 역할을 위성 제2텔레비전에 넘기면서 독자적인 편성을 하기 시작한다.
  - 주로 방송하는 프로그램은 일본 내외의 뉴스(BS뉴스 센터 독자 제작. 다만 정치·황실 관련 특설 뉴스는 교육 텔레비전과 동시방송하는 경우도 있다),스포츠중계,다큐멘터리(국제 정세나 스포츠에 관한 내용)를 방송한다.

## 연혁
- 1985년 : 시험 방송 개시
  - 1984년 : 교육 텔레비전 시차 방송국(난시청지역 대책)으로 개국할 예정이었지만 방송위성「1호 a」의 중계기 2대중 1대가 고장나 2년 정도 늦게 개국.
- 1987년 6월 : 위성 제2텔레비전 독자 편성 이행에 수반해 종합·교육텔레비전과의 혼합 시차 편성이 된다.
- 1989년 6월 1일 : 본방송 개시
  - 채널의 독자성을 명확하게 하기 위해 엔터테인먼트(영화, 연극, 콘서트등)를 중심으로 한 프로그램을 방송하게 된다. 하지만 지상파방송 시차 편성도 계속하게 된다.
  - 그리고 인공위성 BSAT-1을 통해 방송하기 전까지(1997년 8월 1일) 매년 2월에서 4월까지, 또 8월부터 10월까지 일부시기에는 방송위성이 지구측으로 들어가 태양전지를 사용할 수 없는 상태가 되어서 새벽 0시 30분에서 4시 30분까지 방송을 중단했으며 초기는 19시간, 후에는 20시간 방송만 했으며 또, 1년에 1회에서 3회정도 부정기적으로 방송위성이 달측으로 들어가 태양전지를 사용할 수 없는 상태가 되어서 1시간에서 4시간정도 방송을 중단할 때가 있었다.
- 2000년 12월 1일 : 디지털 위성 제1텔레비전 방송 개시
  - BS아날로그 방송 정지까지의 잠정 조치로서 BS아날로그 방송과 같은내용의 방송을 실시한다.NHK에서는 장기적인 BS위성방송의 완전 디지털화라는 목표를 실현할 수 있는 방송국이라고 여기고 있다. 참고로 모든 디지털 위성방송국은 외부사업자에게 방송송신을 위탁하고 있다.
- 2002년 : NHK측이 한국 측에 공지를 통해 유선방송이나 케이블을 통한 BS방송의 재송출 금지를 요청.
- 2007년 11월 1일 : 아날로그 방송국(JO22-BS-TV) 폐국과 동시에 방송송출권을 위탁 방송사업자에게 이행
- 2008년 5월 1일 : 아날로그 BS 방송에 표시되는「BS1」마크 아래에 「아날로그」 표시를 추가
- 2011년 3월 11일 : 토호쿠대지진이 발생하자 처음에는 교육 텔레비전을 동시방송하다 시간이 지나 종합 텔레비전에서 방송하는 안부 정보 프로그램을 방송하면서 BS1 자체 편성을 중단했다.
  - 그 뒤인 3월 14일부터 3월 18일까지는 교육 텔레비전에서 방송하는 프로그램(일부 일반 프로그램 포함)도 방송하였으며[1] 3월 19일 오전 5시[2]부터 다시 평소대로 방송을 재개한다.
- 2011년 3월 31일 : 이 날 오전 12시 3분(정확히는 2011년 4월 1일 0시 3분)을 기해 NHK 위성 제1텔레비전 방송 종료.
- 2011년 4월 1일 :이 날 오전 5시 59분 사진 파노라마 후 오전 6시 개편 특별 생방송 시작과 함께 같이 종료한 BShi와 같이 통합되면서「NHK BS 프리미엄」 방송 개시
- 2011년 7월 24일 : 아날로그 「NHK BS 프리미엄」방송 종료.
- 2018년 1월 14일 : 방송 해상도가 1440×1080으로 하락.
- 2023년 12월 1일 : 이 시기에는 NHK 위성 제1텔레비전이 NHK BS1로 통합해 NHK BS로 채널명을 변경하였다.

## 방송프로그램 (기본)
- 월드 뉴스 (월요일 ~ 금요일 오전 5시 ~ 오전 8시 50분, 오후 12시 25분 ~ 12시 50분)
- NHK BS뉴스 (매시간 50분 종일방송)
- 도쿄 증시 정보 (월요일 ~ 금요일 오전 11시 25분, 오후 3시 25분)
- 오늘의 세계 (월요일 ~ 금요일 밤 10시)

## 방송 채널
- 디지털 방송 : BS-101 ch(리모콘 키 ID 1)
- 아날로그 방송 : BS-7ch

### 아날로그 중계국
- - 오가사와라 제도 지치지마섬　VHF 9ch(10w)
  - 오가사와라 제도 하하지마섬　VHF 10ch(1w)
  - 미나미다이토섬　VHF4ch(100w)

※ 오가사와라제도와 다이토섬에서는 통신위성을 사용해 도쿄에서 방송되는 지상파TV방송을 재발송신하였다.

## 같이 보기
- 초고선명 텔레비전
- BS아사히 4K
- BS-TBS 4K
- BS후지 4K
- BS TV 도쿄 4K
- WOWOW 4K
- 일본방송협회
- NHK BS 프리미엄 4K
- NHK BS8K
- NHK BS 프리미엄